# Embryotransfer
Der Embryotransfer oder Embryonentransfer ist eine Technik, bei der Embryonen von Säugetieren künstlich in eine Gebärmutter eingebracht werden. Die Embryonen können in der Tierzucht aus anderen, oft künstlich befruchteten Weibchen oder bei Menschen und Tieren aus einer In-vitro-Fertilisation, einer künstlichen Befruchtung im Reagenzglas, stammen.

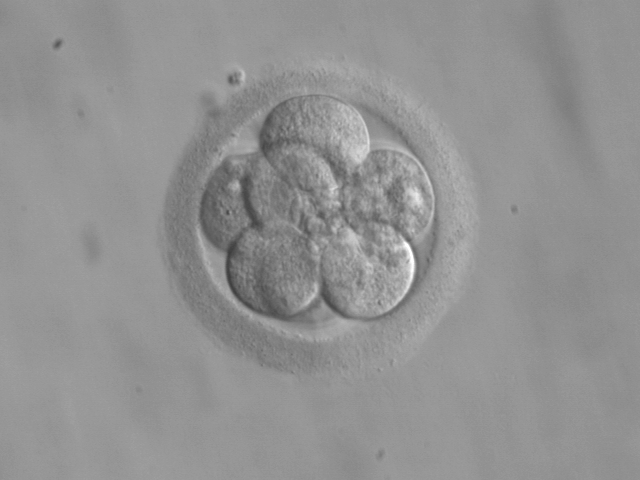
8-Zellen-Embryo zur Einsetzung in die Gebärmutter drei Tage nach der Befruchtung

## Begriff
Embryotransfer setzt sich zusammen aus dem griechischen émbryon (im Anfangsstadium der Entwicklung befindlicher Keimling) und dem lateinischen transferre (verpflanzen, hinübertragen).

## Einsatzgebiete

### Tierzucht
Der Embryotransfer wird seit den 1970er-Jahren erfolgreich in der Tierzucht eingesetzt, um von leistungsfähigen Tieren, zum Beispiel Kühen mit hoher Milchleistung, möglichst viele Nachkommen zu erhalten, ohne den „Umweg“ über männliche Nachkommen mit ungesicherten Eigenschaften gehen zu müssen. Um die „Supertiere“ zu schonen oder mehrere Zyklusphasen für die Eizellgewinnung zu nutzen, werden die Embryonen anderen weiblichen Tieren, den Ammentieren, eingesetzt. In Deutschland wurden erstmals 1974 von der Besamungsstation Neustadt an der Aisch erfolgreich Embryonen von Milchkühen gewonnen und auf andere Tiere übertragen.
Kurzfristig gesehen verspricht der Embryotransfer viel Erfolg, da bereits erfolgreiche Genkombinationen ziemlich sicher weiterverbreitet werden können. Die Arbeitsgemeinschaft Embryotransfer deutschsprachiger Länder ist der Zusammenschluss der entsprechenden Wissenschaftler und Züchter.

### Gentechnik
Der Embryotransfer wird auch in der Gentechnik eingesetzt, um aus geklonten oder transgenen Eizellen vollständige Tiere zu erhalten.

### Künstliche Befruchtung
Von Embryotransfer spricht man auch beim Menschen, wenn die durch künstliche Befruchtung erzeugten Embryos in die hormonell vorbereitete Gebärmutter einer Frau eingebracht werden.

## Verfahren
Von einem Männchen werden Spermien für die künstliche Befruchtung gewonnen. Das Muttertier, ein Weibchen mit den gewünschten Eigenschaften, wird durch Hormongaben zu einem mehrfachen Eisprung – einer Superovulation – gebracht. Diese Eizellen werden entweder im Muttertier künstlich befruchtet oder aus dem Muttertier entnommen und im Reagenzglas künstlich befruchtet, wo sie zu Embryonen heranwachsen. Die im Muttertier befruchteten Eizellen wachsen ebenfalls zu kleinen Embryonen heran und werden aus der Gebärmutter ausgespült. 
Die gewonnenen Embryonen werden in (oft hormonell vorbereitete) Leihmütter oder Ammentiere verpflanzt und wachsen dort zu vollständigen Tieren heran.

### Verfahren beim Menschen
Auch bei der In-vitro-Fertilisation werden die außerhalb des Körpers („in der Retorte“) befruchteten Embryonen der Mutter künstlich eingesetzt. Man spült sie über einen dünnen Schlauch in die Gebärmutter. Dies erfolgt in einem sehr frühen Stadium (72 h nach der Befruchtung; die Embryonen bestehen zu diesem Zeitpunkt aus zwei oder vier Zellen). Nach der gegenwärtigen Rechtslage dürfen nie mehr als drei menschliche Embryonen gleichzeitig übertragen werden, um die Zahl von Mehrlingsschwangerschaften gering zu halten. Der Handel mit menschlichen Embryonen ist laut Embryonenschutzgesetz verboten.

### Verfahren beim Rind
In der Tierzucht ist man bestrebt, von besonders leistungsfähigen Kühen mehr Kälber zu erlangen. Hierfür wird beim Spendertier (z. B. einer Hochleistungs-Milchkuh mit > 11.000 Litern Jahresleistung) durch Hormonbehandlung eine gleichzeitige Reifung mehrerer Eizellen (meist 20–30) bewirkt. Sieben Tage nach der Befruchtung werden die Embryonen ausgespült und Trägertieren in die Gebärmutter eingesetzt. Auf −196 °C tiefgekühlt, können Embryonen von unterschiedlicher Qualität von jedem Landwirt für seine Zucht erworben werden.

### Verfahren bei der Maus
Für den Embryotransfer benötigt man scheinträchtige Weibchen. Diese erhält man durch Verpaarung sexuell intakter Weibchen mit unfruchtbaren, vasektomierten Männchen. Durch die Kopulation mit vasektomierten Männchen wird bei Nagerweibchen ein Hormonhaushalt hergestellt, der dem eines trächtigen Tieres entspricht, auch wenn sich keine befruchteten Eizellen im reproduktiven Trakt befinden. Das scheinträchtige Weibchen dient beim Embryotransfer als Leihmutter.